# Sottangara
Sottangara (Urothraupis stolzmanni) är en fågel i familjen tangaror inom ordningen tättingar.

## Utseende
Sottangaran är en distinkt tangara med rätt liten näbb. Den är svart ovan, vit på strupe och bröst samt grå på buken.

## Utbredning och systematik
Sottangara placeras som enda art i släktet Urothraupis. Fågeln förekommer i Anderna i sydöstra Colombia och östra Ecuador.

## Levnadssätt
Sottangaran hittas på hög höjd i skog och täta buskage nära trädgränsen. Där ses den i smågrupper, ofta i artblandade flockar.

## Status
Sottangaran har ett begränsat utbredningsområde, men beståndet anses vara stabilt. IUCN kategoriserar arten som livskraftig.

## Namn
Fågelns vetenskapliga artnamn hedrar Jan Stanislaw Sztolcman (1854-1928) polsk zoolog verksam som samlare av specimen i tropiska Amerika 1875-1881 och 1882-1884.